# Lan Xang 1e Interregnum
Het Eerste interregnum was een driejarige periode (1438-1441) waarin het Zuidoost-Aziatische koninkrijk Lan Xang geen koning kende.
Na de dood van koningin Kaeva Kumari (Keo Phim Fa) en de verwarrende periode voor en tijdens haar bewind was er niemand die de troon durfde te bestijgen. In deze periode waren er twee monniken en vier geleerde mannen die de staatszaken behartigden. De namen van de monniken waren: Phra Maha Satthatoko en Phra Maha Samuttakote.
De vier geleerde mannen waren de zonen van Norasing, Noradet en Norarat die naar Lan Xang waren gekomen vanuit Cambodja in de tijd van koning Fa Ngum. Samen met enkele nobelen stabiliseerden zij het land en bestuur en nodigden uiteindelijk prins Sao Tia Kaphat opnieuw uit om het land te besturen. Hij accepteerde en besteeg de troon in 1441.